# ふるさとダービー
ふるさとダービーは、かつて行われていた、競輪のGII競走である。
地方都市にある競輪場の活性化を図り、特別競輪（現在のGI相当）に匹敵するビッグレースを開催することを目指し、1989年から年3回を基本に毎回開催地を変えて行なわれ、2008年11月まで続けられた。

## 歴史
1989年12月の第1回大会は広島競輪場で3日間開催で行われた。1990年は年2回、1991年から年3回となり、1990年12月の広島大会以降は4日制で開催された。なお、2日目の特別優秀競走は開催される競輪場によって名称が異なっていた。
2001年度からの競輪の番組制度改革に伴い、大会はGIIに格付けされ、11月に開かれる全日本選抜競輪のトライアル競走となった。さらに開催時期もそれまでは特に固定されていなかったものが、4月・6月・8月に固定された。これに伴い大会名も「ふるさとダービー○○（全日本トライアル）」（○○は開催競輪場名）となったが、2005年度よりふるさとダービーが全日本選抜競輪のトライアルレースではなくなったため、大会名から「全日本トライアル」の部分は削除された。
その後も地方競輪場における風物詩的なレースとして開催され続けていたが、次第に開催全体の収益がGIII（各競輪場の記念開催）と同等にまで落ち込み、特別開催としての経費がGIIIより増加することが問題視されるようになったため、2008年1月10日、日本自転車振興会によって2009年度以降、ふるさとダービーの開催は行われないことが発表され、2008年11月に行われたふるさとダービー発祥の地である広島競輪場での開催をもって19年の歴史に幕を閉じた。
ふるさとダービー終了に伴い、その代替として、2009年度より共同通信社杯の開催を春・秋の2回にすることも併せて発表された（ただし共同通信社杯はその後2012年度より再度年1回開催に変更されている）。

## 出場選手選抜方法
ふるさとダービーの出場選手は、以下の優先順位に従って3開催分の選手を選抜し、開催される競輪場の地区や各選手の強さなどのバランスを考慮して配分されていた。なお年度間の出場機会は3開催中2開催まで。
1. 前年のKEIRINグランプリ出走者（9人）
2. 前年8月-12月の期間内における平均競走得点上位者
3. 前年7月-12月の期間内でFIの決勝戦1位回数上位者
4. 前年7月-12月の期間内でFIの決勝戦2位回数上位者
5. 前年7月-12月の期間内でFIの決勝戦3位回数上位者

## 優勝者一覧
| 日付           | 開催場        | 選手       | 府県   |
| -------------- | ------------- | ---------- | ------ |
| 1989年12月11日 | 広島          | 三宅勝彦   | 岡山   |
| 1990年2月7日   | 福井          | 坂本勉     | 青森   |
| 1990年12月11日 | 広島          | 井上茂徳   | 佐賀   |
| 1991年3月6日   | 弥彦          | 俵信之     | 北海道 |
| 1991年7月9日   | 福井          | 井上茂徳   | 佐賀   |
| 1991年12月9日  | 別府          | 豊田知之   | 岡山   |
| 1992年4月6日   | 弥彦          | 伊藤勝也   | 静岡   |
| 1992年9月1日   | 函館          | 鈴木誠     | 千葉   |
| 1992年12月7日  | 別府          | 吉岡稔真   | 福岡   |
| 1993年7月6日   | 函館          | 神山雄一郎 | 栃木   |
| 1993年8月31日  | 武雄          | 吉岡稔真   | 福岡   |
| 1993年12月7日  | 玉野          | 高木隆弘   | 神奈川 |
| 1994年4月26日  | 武雄          | 三宅勝彦   | 岡山   |
| 1994年7月5日   | 小松島        | 平田崇昭   | 福岡   |
| 1994年12月13日 | 玉野          | 小橋正義   | 岡山   |
| 1995年4月7日   | 富山          | 松本整     | 京都   |
| 1995年7月4日   | 小松島        | 滝澤正光   | 千葉   |
| 1995年12月11日 | 和歌山        | 松本整     | 京都   |
| 1996年7月8日   | 富山          | 松本整     | 京都   |
| 1996年12月10日 | 和歌山        | 松本整     | 京都   |
| 1997年2月24日  | 防府          | 小橋正義   | 岡山   |
| 1997年7月8日   | 防府          | 澤田義和   | 兵庫   |
| 1997年12月8日  | 観音寺        | 坂巻正巳   | 茨城   |
| 1998年2月24日  | 豊橋          | 稲積秀樹   | 富山   |
| 1998年7月7日   | 弥彦          | 神山雄一郎 | 栃木   |
| 1998年12月8日  | 観音寺        | 小倉竜二   | 徳島   |
| 1999年2月23日  | 佐世保        | 渡邉晴智   | 静岡   |
| 1999年10月31日 | 伊東温泉      | 鈴木誠     | 千葉   |
| 1999年12月5日  | 佐世保        | 稲村成浩   | 群馬   |
| 2000年2月27日  | 豊橋          | 村上義弘   | 京都   |
| 2000年9月3日   | 福井          | 横田努     | 熊本   |
| 2000年12月10日 | 玉野          | 小川圭二   | 徳島   |
| 2001年2月25日  | 小松島        | 小倉竜二   | 徳島   |
| 2001年4月22日  | 武雄          | 郡山久二   | 大阪   |
| 2001年7月1日   | 函館 （同着） | 伏見俊昭   | 福島   |
| 2001年7月1日   | 函館 （同着） | 渡邉晴智   | 静岡   |
| 2001年8月26日  | 富山          | 稲村成浩   | 群馬   |
| 2002年4月21日  | 防府          | 齋藤登志信 | 山形   |
| 2002年6月30日  | 松阪          | 小嶋敬二   | 石川   |
| 2002年8月25日  | 弥彦          | 村上義弘   | 京都   |
| 2003年4月20日  | 久留米        | 伏見俊昭   | 福島   |
| 2003年6月29日  | 京都向日町    | 村上義弘   | 京都   |
| 2003年8月24日  | 四日市        | 小川圭二   | 徳島   |
| 2004年4月25日  | 佐世保        | 金子貴志   | 愛知   |
| 2004年6月29日  | 函館          | 齋藤登志信 | 山形   |
| 2004年8月31日  | 福井          | 村上義弘   | 京都   |
| 2005年4月26日  | 武雄          | 佐藤慎太郎 | 福島   |
| 2005年6月28日  | 弥彦          | 石毛克幸   | 千葉   |
| 2005年8月30日  | 豊橋          | 岡部芳幸   | 福島   |
| 2006年4月11日  | 小松島        | 一丸安貴   | 愛知   |
| 2006年8月8日   | 富山          | 平原康多   | 埼玉   |
| 2006年11月5日  | 防府          | 手島慶介   | 群馬   |
| 2007年4月22日  | 観音寺        | 山田裕仁   | 岐阜   |
| 2007年8月7日   | 函館          | 山崎芳仁   | 福島   |
| 2007年11月4日  | 松阪          | 稲垣裕之   | 京都   |
| 2008年4月22日  | 弥彦          | 手島慶介   | 群馬   |
| 2008年8月26日  | 福井          | 飯嶋則之   | 栃木   |
| 2008年11月3日  | 広島          | 武田豊樹   | 茨城   |